# Eupastranaia fenestrata
Eupastranaia fenestrata is een vlinder uit de familie van de grasmotten (Crambidae). De wetenschappelijke naam en beschrijving van deze soort door Édouard Ménétries zijn voor het eerst gepubliceerd in 1863 (twee jaar na zijn overlijden).

## Verspreiding
De soort komt voor in Brazilië.

## Waardplanten
De rups leeft op Philodendron corcovadense.